# Lamberto Riva
Lamberto Riva (Galbiate, 26 dicembre 1933 – Lecco, 13 giugno 2013) è stato un politico italiano.

## Biografia
Già insegnante di storia e filosofia e successivamente preside dell'Istituto Magistrale Bertacchi e del Liceo Classico Manzoni di Lecco.
Alle elezioni politiche del 1996 viene eletto alla Camera dei deputati con la coalizione de l'Ulivo nel collegio uninominale di Lecco ed entra a far parte della Commissione Cultura.